# Ženski svetovni rekord v teku na 80 m z ovirami
Ženski svetovni rekord v teku na 80 m z ovirami. Prvi uradno priznani rekord je leta 1934 postavila Ruth Engelhard s časom 11,6 s, aktualni rekord pa je postavila Irina Press 24. oktobra 1965 s časom 10,3 s, ki ga je izenačila še Vera Korsakova 16. junija 1968. Od Poletnih olimpijskih iger 1972 je disciplino nadomestil tek na 100 m z ovirami. 5. avgusta 1964 je Draga Stamejčič kot edina slovenska atletinja v Celju izenačila svetovni rekord s časom 10,5 s.

## Razvoj rekorda
| Čas (s) | Atletinja           | Datum              | Prizorišče            | Vir   |
| ------- | ------------------- | ------------------ | --------------------- | ----- |
| 11,6    | Ruth Engelhard      | 11. avgust 1934    | London                | [ 1 ] |
| 11,6    | Ondina Valla        | 5. avgust 1936     | Berlin                | [ 1 ] |
| 11,6    | Barbara Burke       | 1. avgust 1937     | Berlin                | [ 1 ] |
| 11,6    | Lisa Gelius         | 30. julij 1938     | Braslau               | [ 1 ] |
| 11,3    | Claudia Testoni     | 23. julij 1939     | Garmish-Partenkirchen | [ 1 ] |
| 11,3    | Claudia Testoni     | 13. avgust 1939    | Dresden               | [ 1 ] |
| 11,3    | Fanny Blankers-Koen | 20. september 1942 | Amsterdam             | [ 1 ] |
| 11,0    | Fanny Blankers-Koen | 20. junij 1948     | Amsterdam             | [ 1 ] |
| 11,0    | Shirley Strickland  | 23. julij 1952     | Helsinki              | [ 1 ] |
| 10,9    | Shirley Strickland  | 24. julij 1952     | Helsinki              | [ 1 ] |
| 10,9    | Marija Golubniča    | 3. avgust 1954     | Kijev                 | [ 1 ] |
| 10,8    | Galina Jermolenko   | 5. junij 1955      | Leningrad             | [ 1 ] |
| 10,6    | Zenta Gastl         | 29. julij 1956     | Frechen               | [ 1 ] |
| 10,6    | Galina Bistrova     | 8. september 1958  | Krasnodar             | [ 1 ] |
| 10,6    | Norma Thrower       | 26. marec 1960     | Brisbane              | [ 1 ] |
| 10,6    | Rima Košeljova      | 26. junij 1960     | Tula                  | [ 1 ] |
| 10,6    | Gisela Birkemeyer   | 16. julij 1960     | Vzhodni Berlin        | [ 1 ] |
| 10,6    | Irina Press         | 16. julij 1960     | Moskva                | [ 1 ] |
| 10,5    | Gisela Birkemeyer   | 24. julij 1960     | Leipzig               | [ 1 ] |
| 10,5    | Betty Moore         | 25. avgust 1962    | Kassel                | [ 1 ] |
| 10,5    | Karin Balzer        | 23. maj 1964       | Leipzig               | [ 1 ] |
| 10,5    | Irina Press         | 9. avgust 1964     | Kijev                 | [ 1 ] |
| 10,5    | Irina Press         | 28. avgust 1964    | Kijev                 | [ 1 ] |
| 10,5    | Draga Stamejčič     | 5. september 1964  | Celje                 | [ 1 ] |
| 10,5    | Pam Kilborn         | 25. oktober 1964   | Osaka                 | [ 1 ] |
| 10,4    | Pam Kilborn         | 6. februar 1965    | Melbourne             | [ 1 ] |
| 10,4    | Irina Press         | 19. september 1965 | Kassel                | [ 1 ] |
| 10,3    | Irina Press         | 24. oktober 1965   | Tbilisi               | [ 1 ] |
| 10,3    | Vera Korsakova      | 16. junij 1968     | Riga                  | [ 1 ] |